# Manfred Mann's Earth Band

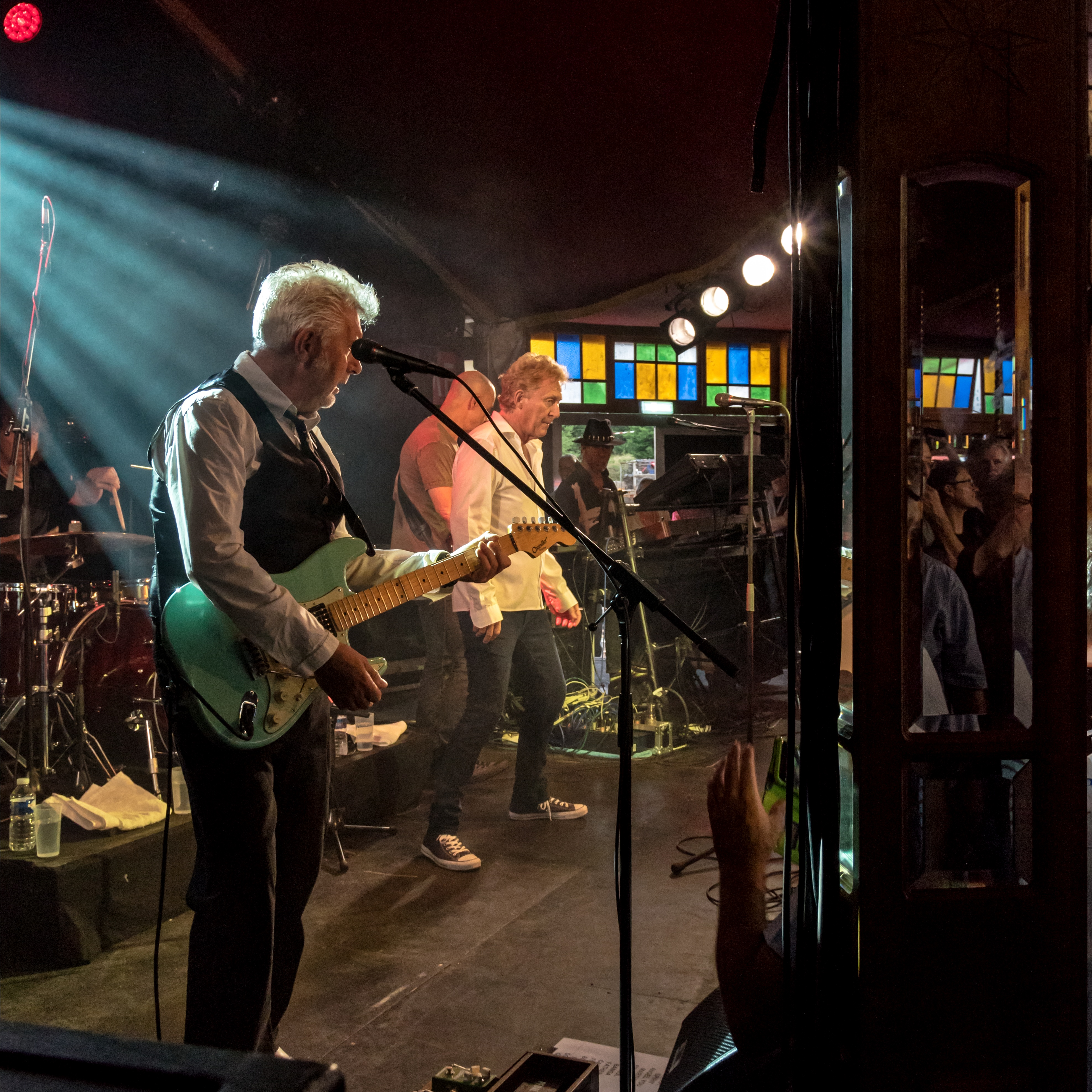
Manfred Mann's earth band, Zelt-Musik-Festival em 2017 Freiburg, Alemanha

Manfred Mann's Earth Band é um grupo de rock progressivo-jazz fusion formado em 1971 por Manfred Mann.

## História

### Formação
A orientação musical da Earth Band era muito diferente da do grupo anterior de Mann, conhecido simplesmente por Manfred Mann. Mann tomou uma decisão consciente de afastar-se do formato pop de músicas de três minutos de seu antigo grupo. A Earth Band era, de uma perspectiva pop, quase que deliberadamente o oposto, embora combinasse a abordagem estilística do rock progressivo e o estilo jazzístico de Mann tocar seus sintetizadores Moog com belas e refinadas melodias. 
O interesse de Mann pela música clássica inglesa do século XX o levou a adaptar Suíte dos Planetas de Gustav Holst, alcançando um improvável hit no Reino Unido com uma versão do movimento "Jupiter", com a adição de letras, intitulado Joybringer (incluído no álbum de 1973 Solar Fire). A canção-título do álbum de1973 Messin', bem como grande parte do álbum The Good Earth lidava com preocupações ecológicas, um tema recorrente na música de Mann em seus anos posteriores.
A formação da Earth Band foi estável durante os seus primeiros álbuns até tornar-se relativamente instável; Mick Rogers originalmente fazia a guitarra solo e o vocal principal antes de ser substituído por Chris Thompson nos vocais e Dave Flett na guitarra. O baterista era Chris Slade, que mais tarde tornou-se um membro do AC/DC e do Asia. O baixista Colin Pattenden, após deixar a Earth Band, tornou-se um consultor sonoro, comandando a sua própria empresa projetando e instalando sistemas de som. Em muitos aspectos a Earth Band era potencialmente exitosa, mas a atitude de contrariedade da banda e o perfeccionismo de Mann fizeram com que os álbuns frequentemente tivessem diferentes músicas em diferentes territórios, ou ainda versões alternativas.

## Uso de temas da música clássica
Mann recebeu treinamento de músico clássico, e seu amor pela música clássica aparece em alusões nas suas músicas. A mais óbvia é o uso de "Jupiter" de The Planets de Holst em "Joybringer" do álbum Masque'. Entretanto existem outros casos menos conhecidos:
- "Starbird" de The Roaring Silence utiliza um tema do ballet de Stravinsky O Pássaro de Fogo.
- "Questions" de The Roaring Silence utiliza o tema principal de Schubert's Impromptu em sol bemol maior.
- O riff em "Fat Nelly" de Nightingales and Bombers utiliza a frase de abertura de Quarteto de cordas n.º 1 de Janáček.
- Blinded by the Light parafraseia o motivo de Chopsticks de Euphemia Allen

## Membros

### Formação atual
- Manfred Mann – teclados e vocais (membro fundador)
- Mick Rogers – guitarra e vocais (membro fundador)
- Peter Cox – vocais
- Jimmy Copley – bateria e percussão
- Steve Kinch – baixo

### Ex-integrantes
- Noel McCalla – vocais
- Chris Thompson – guitarra e vocais
- Chris Slade – bateria (membro fundador)
- Colin Pattenden – baixo (membro fundador)
- Steve Waller – guitarra e vocais
- John Lingwood – drums
- Pat King – baixo
- Dave Flett – guitarra
- Cecil Jorgensen - guitarra slide, pedal steel
- Matt Irving – baixo
- Clive Bunker – bateria
- John Trotter – bateria
- Pete May – bateria
- Shona Laing – vocais
- Richard Marcangelo – bateria
- Geoff Britton – bateria
- Geoff Dunn – bateria (em empréstimo da Epic)

## Discografia
Para uma listagem detalhada ver Anexo:Discografia de Manfred Mann's Earth Band.